# Rock électronique
Sous-genres
Indietronica, dance-punk, electroclash, new rave, post-punk revival, post-rock, Nintendocore, electropunk, synth-metal, neon pop (en), Italo disco
Genres associés
Alternative dance, rock industriel, synthpop, new wave, post-punk, big beat
Le rock électronique (également appelé électro-rock, synthrock, electrorock, techno-rock ou digital rock) est un genre de musique rock généré par des instruments électroniques. Il dépend principalement des développements technologiques, en particulier le synthétiseur, du format digital MIDI et de la technologie informatique.
À la fin des années 1960, des musiciens rock se lancent dans l'usage d'instruments électroniques, comme le thérémine et le mellotron, pour affiner et définir leur son ; à la fin de la décennie, le synthétiseur Moog endosse un rôle majeur dans le développement des groupes de rock progressif qui domineront le rock au début des années 1970. Après l'arrivée du punk rock, une forme basique de synth rock émerge, avec l'usage d'instruments électroniques en remplacement d'instruments normaux. Dans les années 1980, la new wave ou synthpop domine le rock électronique. Dans les années 1990, le big beat et le rock industriel sont parmi les genres les plus importants et au début du millénaire mènent au développement de genres distincts incluant electroclash, dance-punk et new rave.

## Technologie

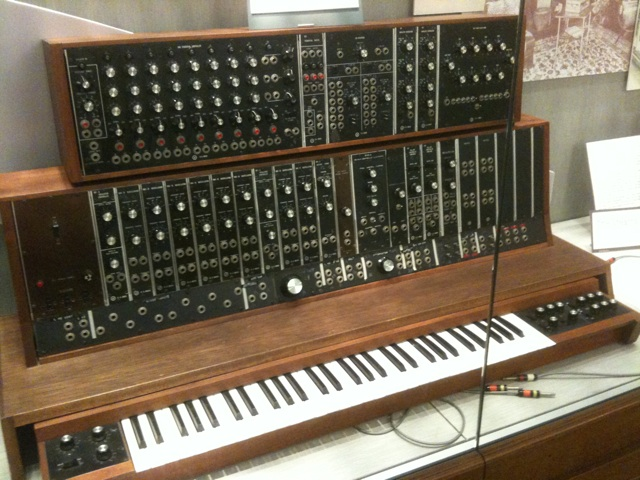
Le premier Moog commercial, exposé au Alwin Nikolais Dance Theater de New York en 1964.

Des expérimentations menées dans la musique concrète, les premières musiques par ordinateur, et les premières technologies d'échantillonnage et de manipulation sonores permettent la création et la manipulation de nouveaux sons à l'aide de technologies avancées. Le premier ordinateur au monde à jouer de la musique est CSIRAC en 1950 et 1951, fabriqué par Trevor Pearcey et Maston Beard et programmé par le mathématicien Geoff Hill,. Les premiers instruments électroniques incluent le thérémine, qui fait usage de deux antennes produisant des sons difficilement manipulables lorsqu'elles sont touchées. Il est utilisé par des musiciens d'avant-garde et de classique au début du vingtième siècle et dans de nombreux films de science-fiction pendant les années 1940 et 1950
Des synthétiseurs électroniques utilisés uniquement en studio deviennent accessibles au milieu des années 1960, à la même période durant laquelle la musique rock commence à devenir un genre bien distinct. Le mellotron, un clavier polyphonique électro-mécanique, produisant une variété de sons, se popularise au milieu des années 1960. La popularité du mellotron sera dépassée par celle du synthétiseur Moog, créé par Robert Moog en 1964, qui produit des sons totalement électroniques dont la hauteur et la fréquence pouvaient être manipulées. Le premier Moog commercial est large et difficile à manipuler, mais en 1970, le Moog répond aux exigences des musiques rock et pop avec la commercialisation du Mini-moog portable, qui s'avère être un succès lors de performances en live. Les premiers synthétiseurs sont monophoniques (qui ne pouvaient jouer qu'une note à la fois), mais des versions polyphoniques commencent à être produits en milieu des années 1970, l'un des premiers étant le Prophet-5.
Le MIDI est créé en 1982, en tant que protocole standard permettant aux instruments de musique électronique (synthétiseurs, boîte à rythmes), aux ordinateurs et autres équipements électroniques (MIDI controllers, cartes son, échantillonneurs) afin de communiquer et de les synchroniser entre eux.

## Histoire

### Années 1960

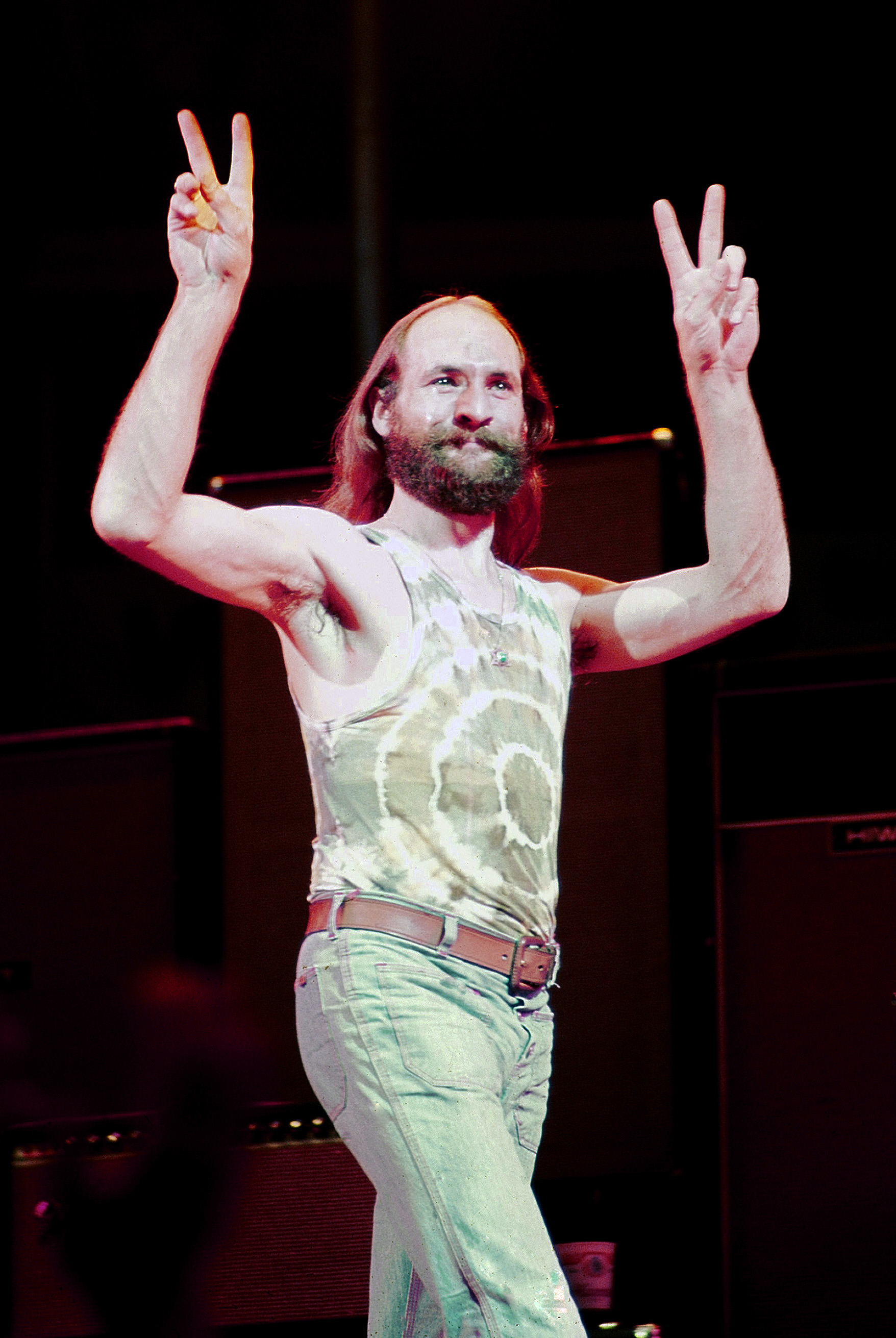
Mike Pinder des Moody Blues, un pionnier du rock électronique, en 1974.

L'un des premiers compositeurs à faire usage d'instruments électroniques dans la musique populaire est Joe Meek avec l'album I Hear a New World (enregistré en 1959, mais pas pleinement publié avant 1991) et l'instrumental Telstar (1962), par le groupe qu'il produisait, The Tornados. Les années 1960 assistent à l'usage de nouvelles techniques en studio permettant la création de sons qui sortent de la norme. De nombreux effets, souvent sous forme de pédales, se développent et sont utilisés pour modifier ou saturer le son de la guitare électrique. Le mellotron est utilisé par le multi-instrumentiste Graham Bond en 1965, et adopté par Mike Pinder des Moody Blues en 1966 dans des chansons telles que Nights In White Satin, ainsi que par les Beatles pour Strawberry Fields Forever (1967). Ian McDonald des King Crimson, Rick Wakeman des Yes et Tony Banks de Genesis deviennent les personnalités majeures de cette époque à utiliser le mellotron
La fin des années 1960 assiste à l'émergence du synthétiseur Moog. Micky Dolenz des Monkees fait l'achat de l'un des premiers synthétiseurs Moog, et son groupe est le premier à en jouer dans leur album Pisces, Aquarius, Capricorn and Jones Ltd. en 1967, qui atteint la première place des classements américains. Quelques mois plus tard, le titre homonyme de l'album des Doors, Strange Days (1967), présente également des morceaux de Moog, joués par Paul Beaver. Switched-On Bach (1968) de Walter (plus tard Wendy) Carlos, enregistré avec de nombreux musiciens jouant du Moog, est le meilleur album de musique classique jamais composé. Le son produit par le Moog atteint également les grands marchés grâce à l'album des Simon and Garfunkel, Bookends en 1968 et à Abbey Road (1969) des Beatles.

### Années 1970

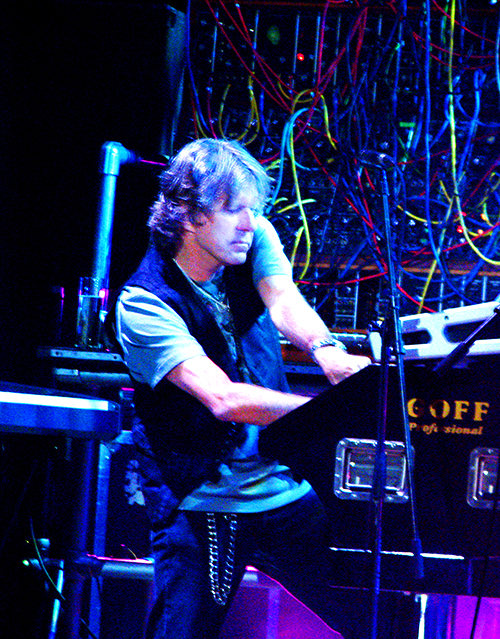
Keith Emerson à Saint-Pétersbourg en 2008.

Des musiciens de rock progressif comme Richard Wright des Pink Floyd, et Rick Wakeman des Yes font usage de synthétiseurs portables. D'autres à en faire usage sont Keith Emerson d'Emerson, Lake and Palmer, Pete Townshend, Electric Light Orchestra, Genesis, Return to Forever, et Weather Report. Le rock prog. instrumental est particulièrement joué en Europe centrale, ce qui permet à des groupes comme Kraftwerk, Tangerine Dream, Can et Faust à dépasser la barrière de la langue. Leur « Kraut rock », et les chansons de Brian Eno (à l'époque claviériste pour Roxy Music), influenceront significativement le synth rock. En 1972, le musicien de jazz Stan Free, sous le pseudonyme de Hot Butter atteint le top 10 au Royaume-Uni et aux États-Unis grâce à une reprise de la chanson Popcorn de Gershon Kingsley en 1969. Elle est considérée comme celle ayant lancé le synthpop grâce à l'usage du synthétiseur Moog. La même année, Isao Tomita fait paraître l'album électronique Electric Samurai: Switched on Rock, aidé du Moog pour jouer des chansons de rock contemporaines. L'album de rock psychédélique progressif d'Osamu Kitajima Benzaiten (1974), avec Haruomi Hosono, utilise un synthétiseur, une boîte à rythmes, et une batterie électronique. Le milieu des années 1970 assiste à la montée de musiciens d'art électronique comme Jean-Michel Jarre, Vangelis, et Tomita, qui avec Brian Eno influencera significativement le développement de la new age.
Le synthétiseur n'est pas bien accueilli par les musiciens rock des années 1970. Certains groupes comme Queen, explique dans le manuel de leurs albums ne pas faire usage de synthétiseur. D'une manière similaire, le punk rock est initialement hostile au son « non authentique » du synthétiseur, mais la plupart des groupes de new wave et post-punk qui ont émergé du mouvement, commencent à l'adopter. Le duo américain Suicide, qui joue dans la scène post-punk de New York, fait usage d'une boîte à rythmes et d'un synthétiseur dans leur album éponyme publié en 1977. Avec les groupes britanniques Throbbing Gristle et Cabaret Voltaire, ils se réorientent vers l'usage d'une variété de techniques électroniques et d'échantillonnage qui émulent le son de la musique industrielle.
En avril 1977, Izitso de Cat Stevens améliore le style pop rock et folk rock avec l'usage de synthétiseurs, pour lui attribuer un style synthpop ; le single Was Dog a Doughnut en particulier est une chanson techno-pop fusion qui fait un premier usage de séquenceur musical. 1977 est également l'année durant laquelle le membre d'Ultravox Warren Cann fait l'achat d'une boîte à rythmes Roland TR-77 qu'il utilise dans leur single Hiroshima, mon amour. Le groupe japonais Yellow Magic Orchestra lance la synthpop avec leur album homonyme (1978) et Solid State Survivor (1979), ce dernier présentant des pistes de synth rock, telles qu'une version reprise du titre Day Tripper (1965) des Beatles. Aussi en 1978, la première incarnation de The Human League fait paraître leur premier album Being Boiled, et Devo s'oriente vers un son plus électronique.

### Années 1980
La définition du MIDI et le développement de l'audio numérique mènent à une création plus facilitée de sons électroniques. Cela mène à la croissance de la synthpop et le son dit new wave où les synthétiseurs dominent dans les musiques pop et rock du début des années 1980. Des albums comme Freedom of Choice (1980) de Devo, l'album homonyme de Visage (1980), Metamatic (1980) de John Foxx, Telekon (1980) de Gary Numan, Vienna (1980) d'Ultravox, Dare (1981) de The Human League, Speak and Spell (1981) de Depeche Mode, et Upstairs at Eric (1982) de Yazoo, établissent un son qui influencera la majeure partie des groupes mainstream pop et rock. Le premier son de la synthpop est « stérile et vaguement menaçant », mais plus commercial pour des groupes comme Duran Duran.

### Années 2010

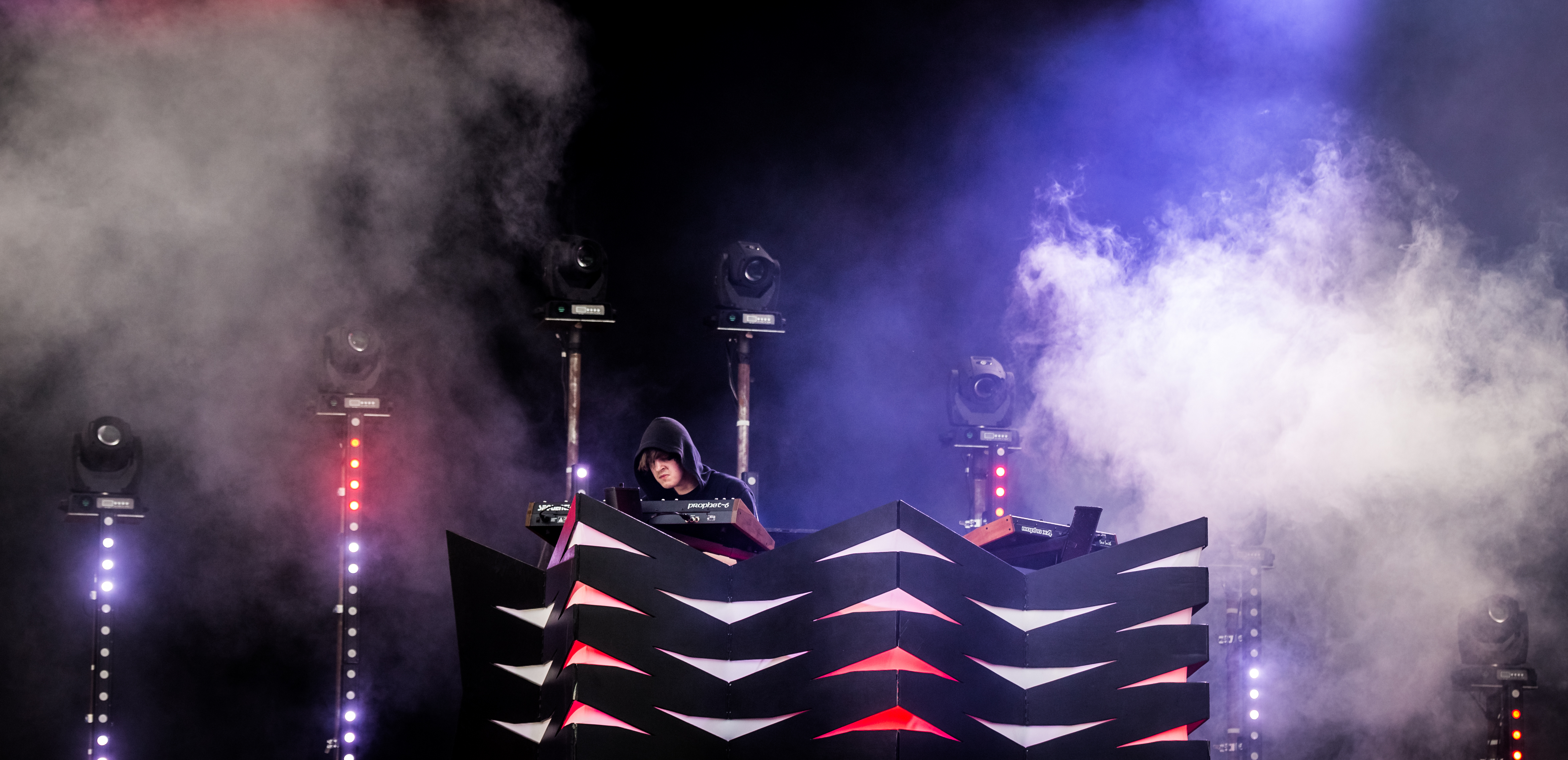
Perturbator - Rock am Ring 2017.

Dérivé de la synthwave et du heavy metal,, le phénomène darksynth est né au début des années 2010 dont Les représentants les plus importants sont Carpenter Brut et Perturbator,. Ce genre se caractérise avec des basses lourdes et des rythmes industriels et metal avec une utilisation de synthétiseur récent ou vintage, par contre, la guitare électrique reste un instrument optionnel.

## Sous-genres

### Synth-metal
Le synth-metal est le mélange du heavy metal et de la musique électronique. Il est inauguré dans les années 1980 avec l'album Somewhere in Time d'Iron Maiden et l'album Turbo de Judas Priest, qui intègrent tous deux des synthétiseurs de guitare,.
Outre le synth-metal, l'electronicore, l'electrogrind, la cold wave et le dungeon synth, le heavy metal est aussi parfois mélangé à d'autres genres électroniques et à leurs sous-genres, inspirant des termes tels que metal électronique, electronic dance metal, trance metal et techno metal,,,.

### Synthpunk
Le synthpunk est un genre musical mêlant éléments de musique électronique et punk rock.